# Spenatsoppa

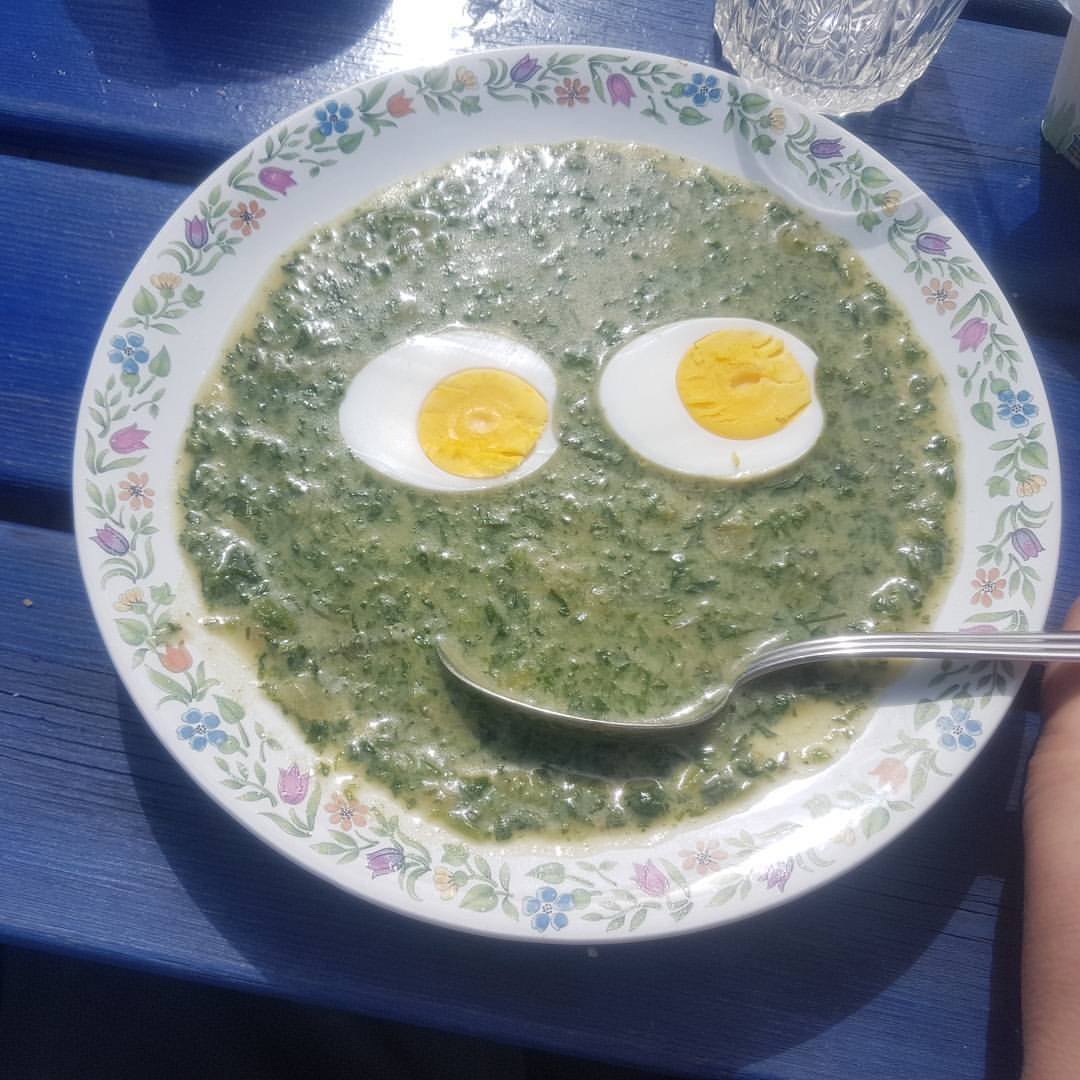
Spenatsoppa med ägghalvor.

Spenatsoppa är en soppa baserad på spenat. Den kan tillagas av färsk eller fryst spenat och förekommer i olika varianter. I Sverige brukar spenatsoppa även innehålla mjölk eller grädde och serveras med kokta ägghalvor eller förlorade ägg.